# Obake no Q-tarō
Obake no Q-taro (オバケのQ(キュー)太郎 Obake no Kyū-tarō, tạm gọi là Con ma Q Taro) là một bộ truyện tranh Nhật Bản của Fujiko Fujio về một con ma, Qtarō sống với gia đình Ohara. Qtarō, còn được gọi là Q-chan hay Oba-Q, hay gây phiền phức khi bay và dọa mọi người hay ăn trộm thức ăn. Tuy nhiên, Qtaro rất sợ chó. Các tập truyện thường theo một khuôn mẫu nhất định, thường là những câu chuyện hài hước về Qtaro và bạn bè của cậu. Tập truyện được vẽ từ 1964-1966 bởi Fujiko Fujio (Fujiko F. Fujio và Fujiko Fujio A) và từ 1971-1974 bởi Fujiko F. Fujio.
Có ba loạt phim hoạt hình Qtaro. Loạt phim đầu tiên phỏng theo Obake no Qtarō được trình chiếu trên Tokyo Broadcasting System (TBS) và hoạt động từ năm 1965-1968. Soga Machiko là diễn viên lồng tiếng cho Qtaro. Những loạt phim này rất phổ biến với trẻ em trước khi Doraemon ra đời. Nó cũng được trình chiếu ngoài Nhật Bản, tại Hồng Kông dưới cái tên Q-tailong. Loạt phim thứ hai hoạt động từ năm 1971-1972 trên Nihon TV và loạt phim thứ ba hoạt động từ năm 1985-1987 trên TV Asahi.

## Nhân vật
- Q-tarō (Q太郎? Q Thái Lang)

Vai chính của bộ truyện, rất sợ chó, cậu ta không thể thay đổi hình dạng mặc dù là ma.
- Ōhara Shōta (大原 正太? Đại Nguyên Chính Thái)

Một con ma người Mĩ. Một người bạn của Q-tarō, là một cậu học sinh. Q-tarō gọi cậu ta là Sho-chan và Shota gọi Q-tarō là Q-chan.

- U-ko (U子? U Tử)

Bạn gái của Q-tarō. Một môn sinh môn võ judo.
- P-ko (P子? P Tử)

Em gái của Q-tarō.
- O-jirō (O次郎? O Thứ Lang)

Em trai của Q-tarō. Mặc dù cậu ta có thể hiểu được những gì người khác nói, cậu ta chỉ có thể nói "bakeratta." Chỉ có Q-tarō hiểu được những gì cậu ta nói.

## Phim hoạt hình
Dưới đây là những diễn viên lồng tiếng phim hoạt hình theo từng thời kì
| Nhân vật  | Seiyū (1965-1967)                      | Seiyū (1971-1972) | Seiyū (1985-1987) | Seiyū (1993-1995)  |
| --------- | -------------------------------------- | ----------------- | ----------------- | ------------------ |
| Q-taro    | Soga Machiko                           | Hori Junko        | Amach Fusako      | Hayashibara Megumi |
| U-ko      | Masuyama Eiko                          | Maruyama Hiroko   | Masuyam Eiko      | Horie Yui          |
| Doronpa   | Shiraishi Fuyumi                       | Yamamoto Yoshiko  | Shiraishi Fuyumi  | Kato Midori        |
| Shou-chan | Tagami Kazue                           | Ohta Yoshiko      | Miwa Katsue       | Inoue You          |
| 0-jirou   | Yokozawa Keiko                         | Takasaka Makoto   | Yokozawa Keiko    | Yamada Eiko        |
| Shinichi  | Nozawa Masako (đầu tiên) Mizushima Yuu | Shirakawa Sumiko  | Mizushima Yuu     | Furukawa Toshio    |
| Kizao     | Tatsuta Naoki                          |                   | Tatsuta Naoki     | Matsumoto Rica     |
| Yoshiko   | Tsukai Mariko                          | Nomura Michiko    | Miyuki Sanae      | Kojima Sachiko     |
| Mẹ        |                                        | Kitahama Haruko   |                   | Akiyama Runa       |
| Godzilla  |                                        | Kimotsuki Kaneta  |                   |                    |
| Tanujirou |                                        | Kimotsuki Kaneta  |                   |                    |
| Kisa      |                                        | Sawada Kazuko     | Tatsuta Naoki     | Morikawa Toshiyuki |
| P-Ko      |                                        | Sawada Kazuko     | Mita Yuko         | Mizutani Yuko      |
| Hakase    |                                        | Shirakawa Sumiko  | Kimotsuki Kaneta  | Mizutani Yuko      |